# Нервюра

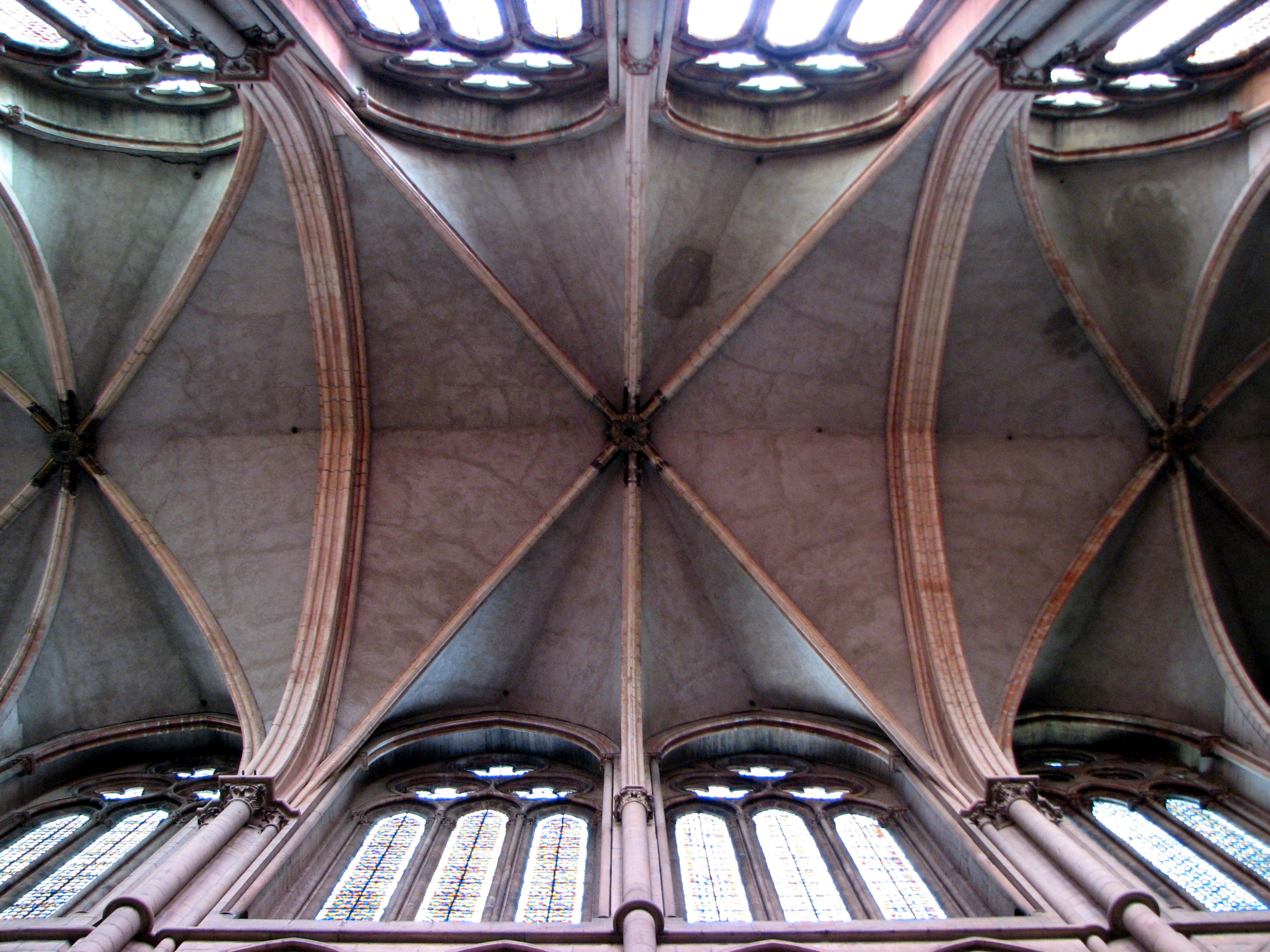
Свод собора в Лане (Франция)

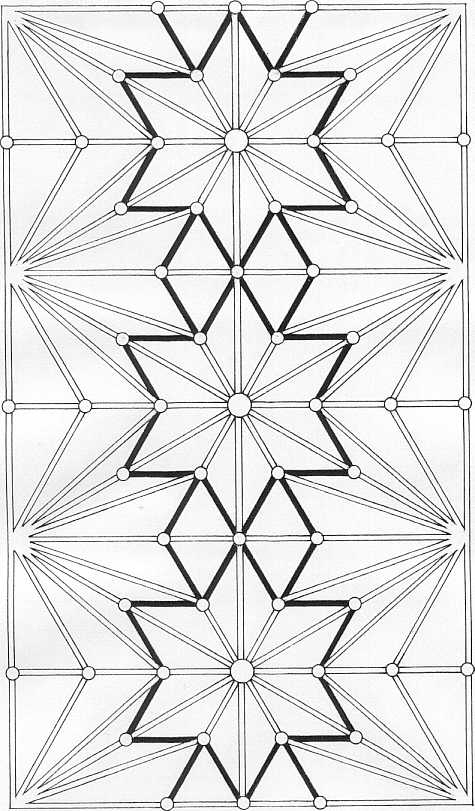
Звёздчатый свод с лиернами. Схема

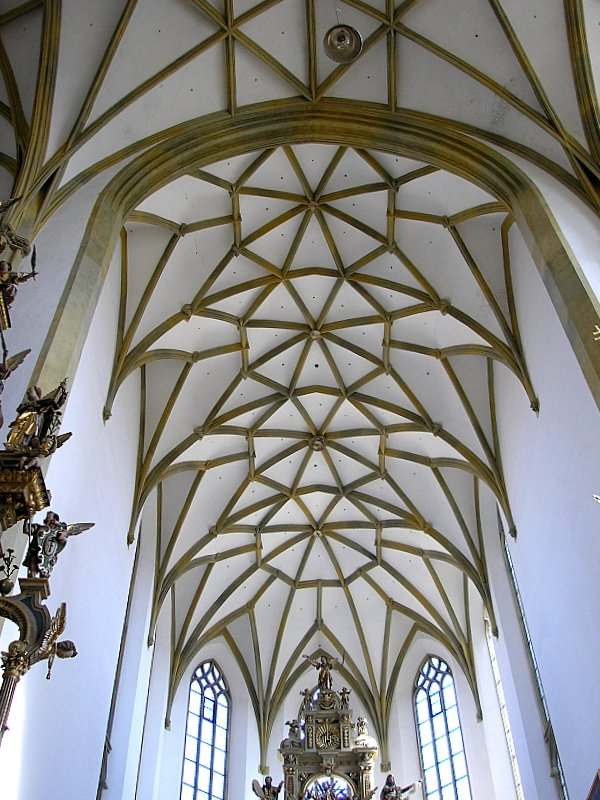
Монастырь Святых Ульриха и Афры (Аугсбург). Нервюры свода собора

Нервю́ра (фр. nervure — жилка, ребро, складка, от лат. nervus — жила, тетива, сила, крепость, мощь) — выступающее относительно стены ребро готического каркасного крестового свода.
Нервюры появились в архитектуре Франции XII—XIII веков в связи с поисками способа укрепления и облегчения каменных сводов готической конструкции приёмом передачи тяжести свода на угловые опоры. «Нервюра, вопреки буквальному значению термина, не является ребром, гранью распалубок свода, а представляет собой самостоятельный конструктивный элемент, отчего и может принимать на себя огромный вес перекрытия».
Понятие нервюры часто отождествляют с гуртом, что, по меньшей мере, неточно. В западноевропейской средневековой архитектуре гуртом называли свод из тёсаных камней клинчатой формы. С введением гуртовой кладки уменьшалась масса свода и возрастала его прочность. Отсюда понятия «гуртовый свод», «гуртовая арка» (нем. Gurtbogen).
Нервюрные своды были известны в арабской архитектуре с X века, но стилеобразующее значение приобрели в искусстве готики. В поисках облегчения сводов строители стали усиливать каркасные арки, образующиеся на пересечениях крестовых сводов, а заполнение делать более тонким. С появлением нервюр сложные по кривизне распалубки крестовых сводов стало возможным выкладывать из более мелких и лёгких камней. Каркасные рёбра назвали нервюрами. Они связывали между собой опоры квадратных в плане пролётов нефа: травеи (фр. travée — пролет, ряд). Постепенно сложилась так называемая связанная система: на каждый квадрат широкого главного нефа приходилось по два меньших, боковых (поскольку они были вдвое уже главного). Эта система обеспечивала бо́льшую прочность и особый ритм внутреннего пространства храма, расчленяемого чередующимся шагом центральных и боковых столпов и аркад.
Наличие нервюр в совокупности с системой контрфорсов и аркбутанов позволяет облегчить свод, уменьшить его вертикальное давление и боковой распор и расширить оконные проёмы. Нервюрный свод также называют веерным.
Наиболее ранние нервюрные своды имеются в церкви аббатства Сен-Дени (1137—1144) и в соборе английского города Дарема (1093—1135). В поздней готике «декоративного», или «украшенного стиля» (конец XIII—начало XIV веков), а также в английской «перпендикулярной готике», рисунок нервюр приобретал сложный, причудливый, иногда кажущийся совершенно фантастическим, характер. Например, нервюры Капеллы Королевского колледжа в Кембридже (1446—1515), Капеллы Генриха VII Вестминстерского аббатства (1503—1519).
Нервюры имеют разновидности:
- Ожива — полуциркульная диагональная арка.
- Лиерны (фр.  lierne — связка) — дополнительные нервюры, соединяющие щелыги (верхние точки) боковых, щёковых, арок и точку пересечения двух ожив (диагональных арок).
- Контрлиерны — поперечные дополнительные нервюры, связывающие между собой основные (то есть оживы, лиерны и тьерсероны).
- Тьерсероны (фр.  tiercerons — третьи элементы) — дополнительные малые рёбра, вместе с лиернами и ожива создающие «звездчатый рисунок».

В крестовом своде лиерны пересекаются под прямым углом, а пересечение диагональных ожив и перпендикулярных лиерн создаёт характерный «звёздчатый» рисунок, в центре которого помещали крестоцвет. В поздней готике такие изысканные построения дополнялись малыми контрлиернами (у четырёх щелыг щёковых арок). В этих случаях основные лиерны, доходящие только до пересечения с контрлиернами, именуются неполными. Картина дополняется малыми диагональными нервюрами (доходящими до середины лиерн), которые и получили название тьерсеронов.
Вначале лиерны применялись строителями для того, чтобы скрыть неровные швы кладки свода. В XIV—XV веках они, как и прочие элементы выкладки сводов, приобретают не столько не конструктивное, сколько декоративное значение.